# Kroppsstraff

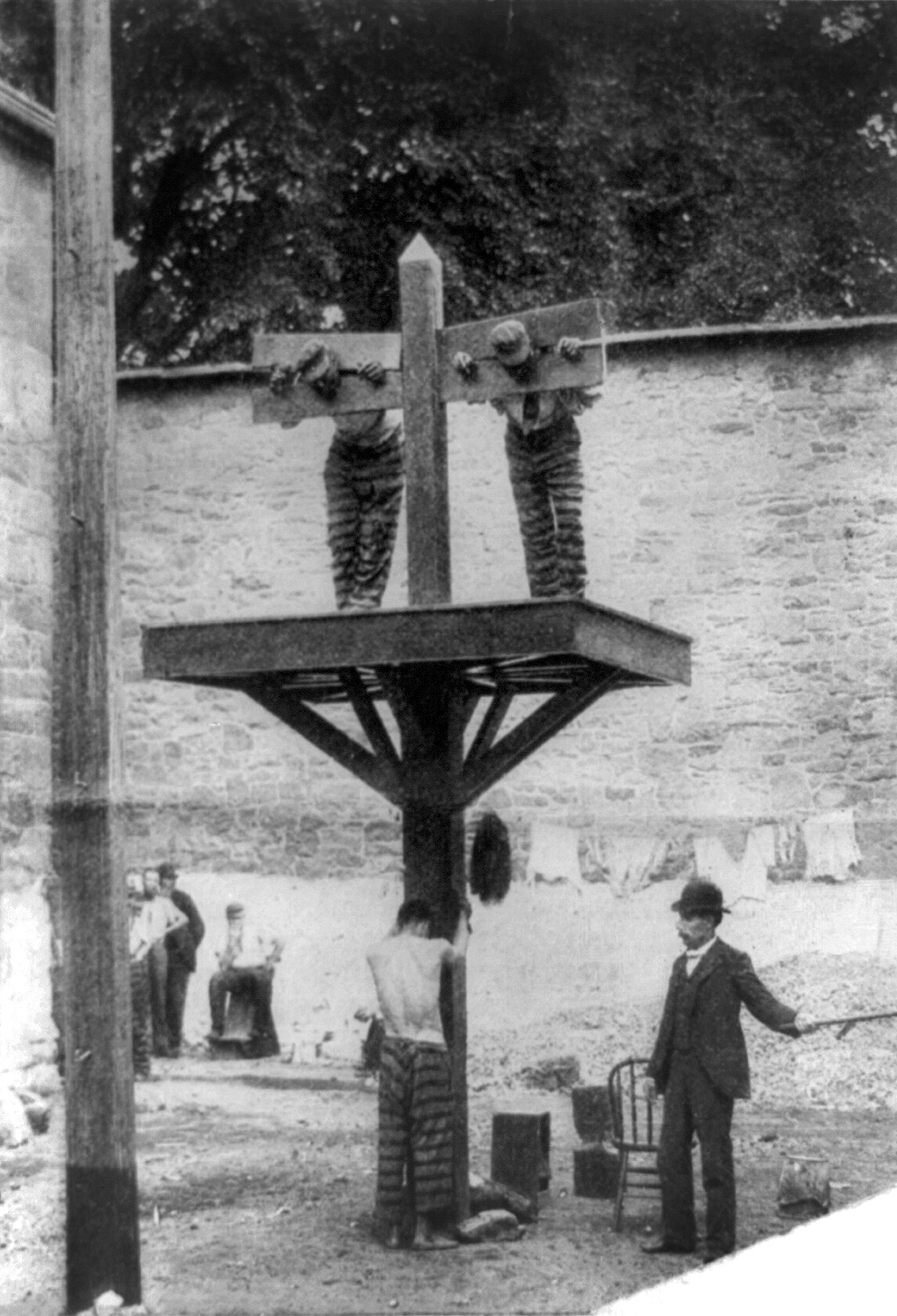
Amerikanskt fängelse omkring år 1907. Nederst i bild bestraffas en fånge med prygling. Ovanpå en plattform är två fångar satta i stock.

Kroppsstraff är ett straff som direkt drabbar den dömdes kropp. Detta sker oftast genom prygling (spöstraff), men kan även innebära stympning.
Historiskt har kroppsstraff varit mycket vanliga, men började i västvärlden långsamt avvecklas från sent 1700-tal, delvis som en följd av upplysningstiden. Det existerar idag i ett begränsat antal länder som officiell bestraffningsform utdelat av domstol. I Singapore och Malaysia kan manliga vålds- och sexualbrottslingar bestraffas med prygel av en bambukäpp. I Bangladesh förbjöds piskstraff 2010, men trots förbudet har det förekommit ändå på landsbygden, för sex utom äktenskapet.
På örlogsfartyg kunde sjömän förr pryglas med den niosvansade katten, en piska med nio änddelar försedda med knutar. Varje piska kunde bara användas en gång, eftersom de blodiga knutarna kunde sprida infektioner från en person till nästa om flera sjömän pryglades samma dag, men även var en grogrund för bakterier som kunde orsaka inflammationer om piskan återanvändes senare. Därför tillverkades de niosvansade katterna oftast ombord av fartygets tackelmakare, ibland först då en person skulle pryglas.

## Sverige
Prygel, även kallat spöstraff eller att "plikta med kroppen", har förekommit i äldre svensk rätt. Den som dömdes för spöstraff fick ett stadgat antal spöslag med ris mot bar hud. Ibland skedde det vid en skampåle, inför allmänhetens åsyn. Spöstraffet avskaffades som strafftyp för domstolar 1855, men förekom som disciplinstraff i fängelser fram till 1938.

## Finland
I Finlands fängelser förbjöds kroppsstraff 1944, och som disciplinstraff officiellt mycket senare än i Sverige, då hårt viloläger, kostminskning samt vatten och bröd officiellt fanns kvar ända till 1974 i Finland.